# Masaru Kurotsu
Masaru Kurotsu (født 20. august 1982) er en japansk fodboldspiller.
Han har spillet for flere forskellige klubber i sin karriere, herunder Kawasaki Frontale, Yokohama FC og Gainare Tottori.